# خالد بن قرار الحربي
خالد بن قرار بن غانم المحمدي الحربي، فريق أول ركن سعودي، شغل منصب مدير الأمن العام في السعودية منذ 27 ديسمبر 2018 وحتى إنهاء خدمته بإحالته إلى التقاعد مع إحالته إلى التحقيق بناءً على أمر ملكي صادر في 7 سبتمبر 2021. شغل سابقًا منصب قائد قوات الطوارئ الخاصة منذ 20 يوليو 2017 وحتى 1 يناير 2019. حصل على ترقيتين خلال عام تقريبًا، حيث صدر أمر ملكي في يوم الخميس 1437/10/9هـ الموافق 2016/07/14 بترقيته من رتبة لواء إلى رتبة فريق. ثم صدر أمر في يوم الخميس 1438/10/26هـ الموافق 2017/07/20 بترقيته من رتبة فريق إلى رتبة فريق أول.

## حياته
تخرج من ثانوية أُحد في المدينة المنورة عام 1399 هـ - 1400 هـ، ثم التحق بكلية الملك فهد الأمنية في الرياض وتخرج منها عام 1402 هـ، بِرتبة مُلازم حاملاً بكالوريوس علوم أمنية، وتعين في قوات الطوارئ الخاصة بمنطقة المدينة المنورة، وعمل في كُل أقسام القوة، وتدرج فيها من قائد سَرية وقائد كتيبة وقائدًا لمركز التجنيد والتدريب ومديرًا للعمليات، حتى عين قائدًا لقوة المدينة المنورة عام 1422 هـ. وفي نهاية عام 1427 هـ نقل للعمل في قيادة قوات الطوارئ الخاصة حيث عين مديرًا للعمليات ومن ثم مساعدًا وفي 1431/11/1 هـ عين قائدًا لقوات الطوارئ الخاصة.

## الدورات
التحق بعدد من الدورات في الداخل، منها مكافحة الإرهاب ودورة الصاعقة والمظلات والعمليات الخاصة (اقتحام) ودورة الإشراف على التدريب ودورات في الحاسب الآلي.
أيضًا التحق في عدد من الدورات الخارجية في المملكة المتحدة في دورة اللغة الإنجليزية ودورة السيطرة على الشغب وكذلك دورة في مكافحة الإرهاب في فرنسا، ودورة في مكافحة الشغب في الصين الوطنية، ودورة القيادات الأمنية في مصر وكذلك دورة اللغة الملايوية ودورة الأركان ماجستير علوم عسكريه في إندونيسيا. وشارك في كثير من العمليات والمهام الأمنية في مكافحة الإرهاب. وكذلك شارك في تنظيم وإدارة أعمال الحج والعمرة في مكة المكرمة والمدينة المنورة على مدى عدة سنوات، وله مشاركات في وضع أسس خطط وإدارة تنظيم الحشود في منشاة الجمرات، وقائداً لقوات أمن الحج لعام 1437 هـ وقائداً لأمن العمرة والحج لعام 1438 هـ.

## إنهاء خدمته
في يوم الثلاثاء 30 محرم 1443هـ الموافق 7 سبتمبر 2021 صدر أمر ملكي بإنهاء خدمته بإحالته إلى التقاعد مع إحالته للتحقيق، وذلك لتجاوزات ومخالفات عديدة بهدف الاستيلاء على المال العام والانتفاع الشخصي، وتوجيه التهمة له بارتكاب عدة جرائم منها التزوير والرشوة واستغلال النفوذ، بمشاركة 18 شخصًا من منسوبي القطاعين العام والخاص.